# 질소비료공장
《질소비료공장》(窒素肥料工場)은 일제강점기에서는 흥남비료주식회사 노동자였다가, 8.15해방 후에는 월북작가로 활동했던 리북명이 지은 소설이다.

## 개요
《질소비료공장》은 1927년 일제감정하의 암담한 현실속에서 작가가 쓴 소설이다. 
당시 조선사회에서는 일제의 야만적인 경제수탈로 인하여 제대로 입을 풀칠할 수 없는 노동자들이 많았다. 또한 이 때에는 원산로동자들이 벌리던 《원산비료공장파업사건》이 일어났으며, 《고려공산당사건》으로 인하여 일제의 강점통치가 흔들리던 시기였다. 이 때 노구치 사장이 소유하던 흥남비료주식회사도 큰 격변을 당하게 된다. 
이 작품은 그 시기, 작가가 노구치 사장이 운영하는 공장에서 노동자로 일하며 겪은 일을 그린 소설이다. 
이 작품은 처음에는 일제감정기 말에 발행된 진보적인 문예잡지인 《인문평론》에 처음으로 실렸으나, 사실 처음으로 발간된것은 조선문학예술총동맹출판사(지금의 문학예술출판사)였다. 《인문평론》은 당시 일제감정기시기 때였기에 출판사에서 검열을 피해 각색하여 출판되었으나, 조선문학예술총동맹출판사에서는 1958년 10월에 이 작품을 원본 그대로 출판하게 되었다.